# Warcino

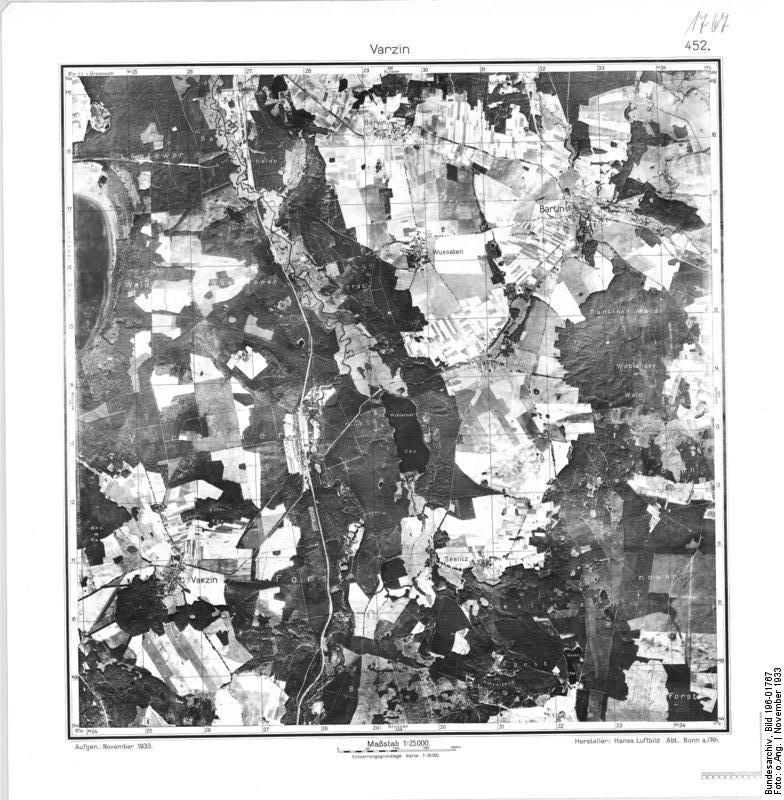
Vue aérienne de Varzin

Warcino [varˈt͡ɕinɔ] (Varzin en allemand) est un village dans le voïvodie de Poméranie. Il compte 450 habitants et fait partie du canton de  Kępice (Hammermühle). 

## Histoire
Varzin est pour la première fois cité dans une lettre de propriété d'un fief en 1485. Cette lettre semble indiquer qu'à l'époque déjà la commune est slave. 
Le village appartenait à l'époque au district de Zitzewitz. Dans les registres de l'église de 1590, on dénombre 12,5 manses, 25 fermiers et un cottage.
En 1628, il y a 16,5 manses et 6 cottages. Après les dévastations de la guerre de Trente Ans, la commune est reconstruite. En 1717, la commune compte de nouveau 17 manses et 2 cottages.
À la fin du XVIIIe siècle, il y a 16 fermiers et en 1813 seulement 6, puis en 1823, 6.
Dans le courant du XIXe siècle une verrerie s'installe dans la commune, à l'emplacement du fortin Chomnitz (Chominca en polonais). En 1918, quatre centrales hydroélectriques sont mises en service sur la Wipper à Kepice pour alimenter la fabrique à papier et la scierie, ouverte elle en 1890. Tout est par la suite détruit pendant la Seconde Guerre mondiale.
En 1871 on commence à construire l'usine Luschken (Łuźki). En 1873, cette grande fabrique de papier entre en service. Elle appartient à Otto von Bismarck et prend le nom Varziner Papierfabrik AG, c'est une des plus grosses usines de la province de Poméranie-Orientale.
Le premier dirigeant connu de Varzin est Heinrich von Zitzewitz. Par le jeu des héritages, le domaine est divisé en 3 : Beßwitz, Jannewitz und Varzin.
En 1692, Varzin devient la propriété de Kaspar Otto von Massow (de), qui devient lui-même président de la province de Poméranie en 1723. Auparavant il était conseiller à la cour de Stargard Szczeciński.
Kaspar Otto von Massow vend la commune au comte Adam Joachim von Podewils en 1727. Sa fille héritière Auguste Friederike von Podewils se marie en 1809 au capitaine Konstantin wener von Blumenthal. En 1844, naît Werner Ewald leur second fils. 
Le 7 juin 1867, Otto von Bismarck achète la commune. Elle reste jusqu'en 1945 aux mains de la famille von Bismarck.
Au recensement du 17 mai 1939 le village compte 746 habitants. Il appartient alors à l'arrondissement de Rummelsburg-en-Poméranie, auparavant et jusqu'en 1882, il appartenait à l'arrondissement de Schlawe-en-Poméranie (de).
La ville de Rummelsburg, centre du canton, se trouve à 28 kilomètres par la route, la ville de Schlawe, dans l'ancien arrondissement, était un peu plus proche.
La gare la plus proche, située sur la ligne Stolp–Zollbrück–Rummelsburg–Neustettin, se trouvait à Hammermühle à 6 km de là. 
En mars 1945 Varzin est envahi par l'armée rouge, et passe comme l'ensemble de la région sous administration polonaise.
La forte immigration venant de Pologne et d'Ukraine arrive dans la commune. Ces migrants avaient été forcés par le commandement soviétique de choisir entre émigrer ou acheter sa nationalité. Les Allemands de Varzin sont quant à eux expulsés.

## Église
Varzin n'a ni église, ni cimetière. Le village appartient comme les autres hameaux environnant à la paroisse de Osowo.
Wussow était le lieu où se trouvait l'église, toutefois la famille von Bismarck avait la majorité dans le conseil ecclésiastique local. Seule la famille von Zitzewitz partageait le pouvoir.
L'église de Wussow appartient jusqu'en 1945, à l'arrondissement d'églises de Schlawe et à la province de Poméranie dans l'Église protestante de l'Union prussienne.
De nos jours, Warcino fait partie de la paroisse de Słupsk de l'Église évangélique polonaise.

## École

### Bâtiment
Un enseignant est nommé à Varzin dès 1780. Le terrain pour la construction de l'école est attribué le 30 novembre 1814. le propriétaire du domaine avait le droit de nommer le directeur de l'école.
Avec le développement de la fabrique de papier, grandit également le nombre d'écoliers, cela rend la construction d'une nouvelle école nécessaire.
En 1924, c'est chose faite dans la rue qui mène à Luschken. L'école possède deux salles de classe et deux habitations pour les enseignants. En 1937, 137 écoliers reçoivent l'enseignement de 3 instituteurs.

### Enseignants
- Fett, 1789-1812
- Christian Friedrich Probandt, jusqu'en 1828
- Rattunde, 1828–1846
- Karl Heinrich Probandt, 1846–1871
- Julius Probandt, 1871–1910
- Hugo Schuck
- Emil Störmer
- Martha Krause
- Traute Zedler

## Les Bismarcks à Varzin

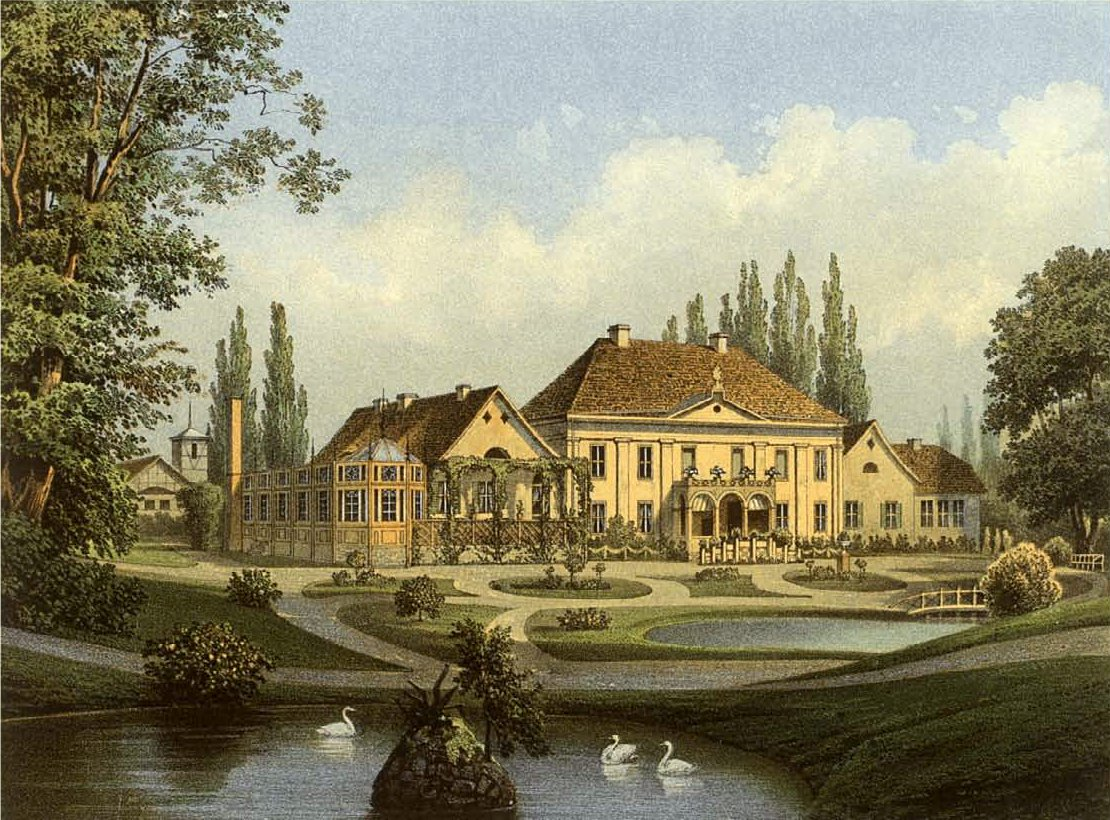
Domaine de Varzin aux alentours de 1860, recueil d'Alexander Duncker

Otto von Bismarck, qui se décrit lui-même comme un junker de Poméranie, est lié depuis son enfance à la province de Poméranie-Orientale.
Pendant son adolescence il gère le domaine de Kniephof dans l'arrondissement de Naugard, le domaine que son père a hérité d'un cousin. 
Il y passe son temps libre et ses vacances.
Le 12 février 1867, en récompense pour ses services dans la guerre austro-prussienne, il reçoit une dotation de 400 000 talers, pour s'acheter un domaine ou du capital selon les vœux du roi. Bismarck décide d'acheter le domaine de Werner Ewald von Blumenthal. 
En 1847, Bismarck épouse Johanna von Puttkamer à Alt Kolziglow, qui vient elle-même de Reinfeld. À la mort de son père, elle hérite du domaine de Reinfeld et le joint à celui de Varzin.
À la mort de Johanna, Bismarck souhaite que sa compagne soit enterrée là où ils ont passé le plus de temps ensemble. 
Une petite maison avec jardin, un des endroits préférés de Johanna est ainsi transformé en mausolée.
Plus tard on transfère son cercueil à Friedrichsruh, aux côtés de son mari.
Quand Otto von Bismarck meurt le 30 juillet 1898, le domaine est hérité par son deuxième fils Wilhelm von Bismarck, ancien président de la province de Prusse-Orientale.
Il meurt le 30 mai 1901 à Varzin. Sa compagne Sybille continue de gérer le domaine jusqu'en 1921. Son fils le comte Nicolaus von Bismarck prend le relais. 
Après sa mort le 20 janvier 1940, le domaine revient à son fils Rule von Bismarck.
Quand l'armée rouge arrive en mars 1945, Sybille ne fuit pas et reste au château de Varzin.  
Il est reporté qu'elle est morte empoisonnée après l'arrivée des forces d'invasion. Elle est enterrée dans la tombe familiale sur le Richtberg en mars 1945. 
Cette tombe de la famille von Bismarck est plus tard dynamitée avec les cercueils dedans en 1957 par l'État polonais.
Le dernier propriétaire de Varzin, le comte Rule von Bismarck meurt le 1er décembre 1991 au Chili sans descendance.

## Personnalités de la ville
Le député Werner von Blumenthal-Suckow (de) (1815-1883) est né à Varzin.
Le chansonnier Walter Flex (1887–1917) a travaillé comme précepteur pour le comte Nicolaus von Bismarck de 1910 à 1911. On connaît notamment sa chanson de randonnée „Wildgänse rauschen durch die Nacht“.

## Sources